# Punct triplu

Diagrame de fază presiune-temperatură pentru două substanțe: una fără anomalie de densitate, cealaltă cu anomalie (apă)

În termodinamică, se numește punct triplu starea unui corp pur în care fazele gaz, lichid și solid coexistă în echilibru termodinamic. Pe diagrama de fază presiune-temperatură punctul triplu se află la intersecția curbei de echilibru solid-lichid (topire/solidificare) cu curba de echilibru lichid-gaz (condensare/evaporare). Curba de echilibru lichid-gaz începe în punctul triplu și se termină în punctul critic, dincolo de care dispare distincția dintre fazele lichidă și gazoasă; substanța devine un fluid supracritic.
Punctul triplu al apei servește la definirea unității de temperatură termodinamică în Sistemul internațional de unități (SI). Kelvinul este definit ca fracțiunea 1/273,16 din temperatura termodinamică a punctului triplu al apei.